# Hentzia chekika
Hentzia chekika är en spindelart som beskrevs av David B. Richman 1989. Hentzia chekika ingår i släktet Hentzia och familjen hoppspindlar. Inga underarter finns listade i Catalogue of Life.